# Stationsplein (Eindhoven)
Het Stationsplein is een plein in Eindhoven tegenover het Centraal Station van deze stad. Het plein is een van de belangrijkste uitgaanslocaties van Eindhoven. Er zijn restaurants (met terrassen) en grand cafés gevestigd. Verder is er een bioscoop van Pathé, die met 8 zalen en 1957 stoelen veruit de grootste bioscoop van Noord-Brabant is. In de voormalige Danssalon werd medio 2008 de discotheek De Drie Gezusters geopend. Op 28 september 1971 brandde het aan het Stationsplein gelegen hotel 't Silveren Seepaerd af. Daarbij vielen 11 doden, waaronder een speler van Chemie Halle, welk team die dag zou spelen tegen PSV in de eerste ronde van de UEFA Cup.
In de naastgelegen Dommelstraat zijn onder meer enkele cafés, een jaren '60-muziek discotheek en poppodium de Effenaar te vinden.

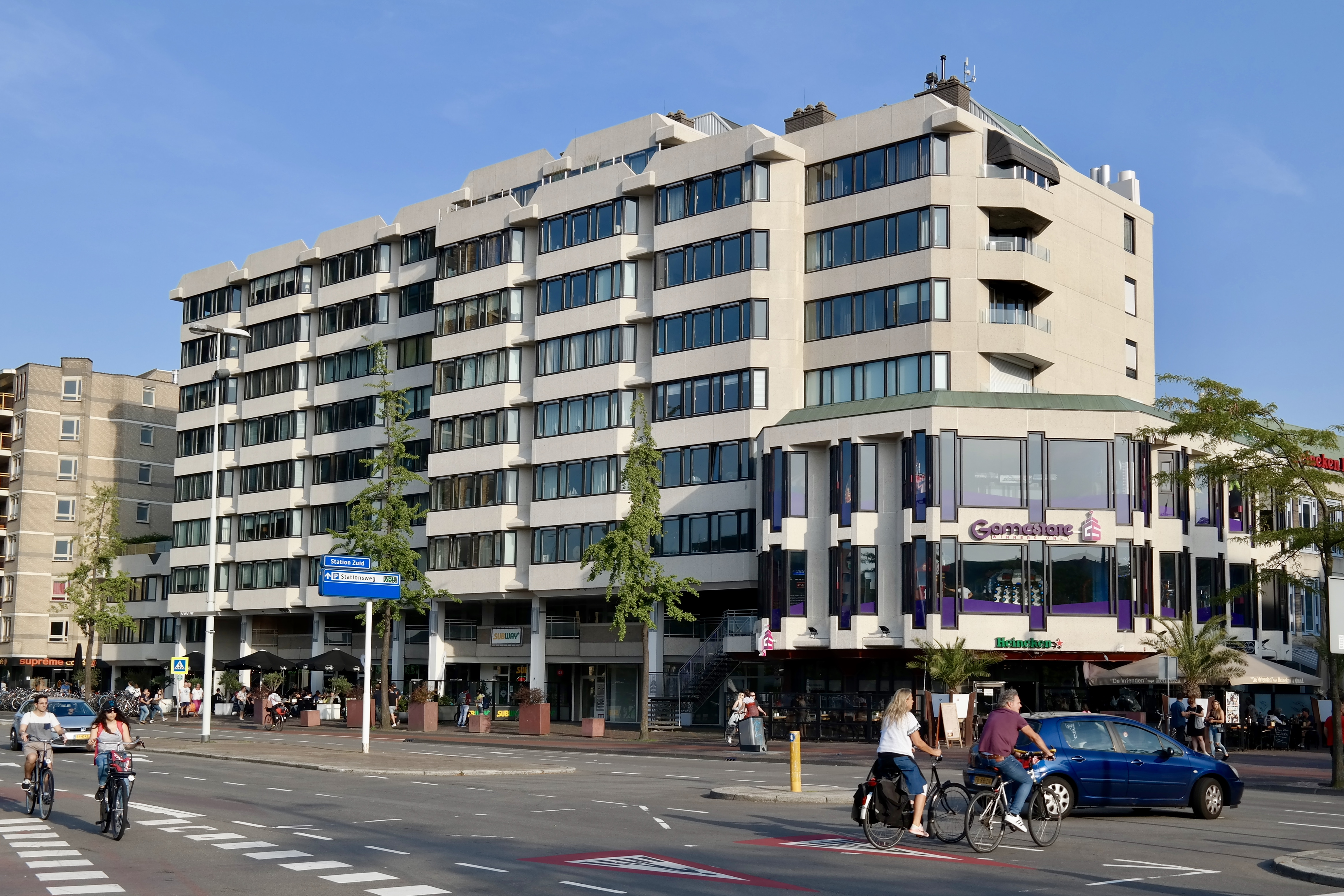
Gebouw Seepaerdstad, Stationsplein 57
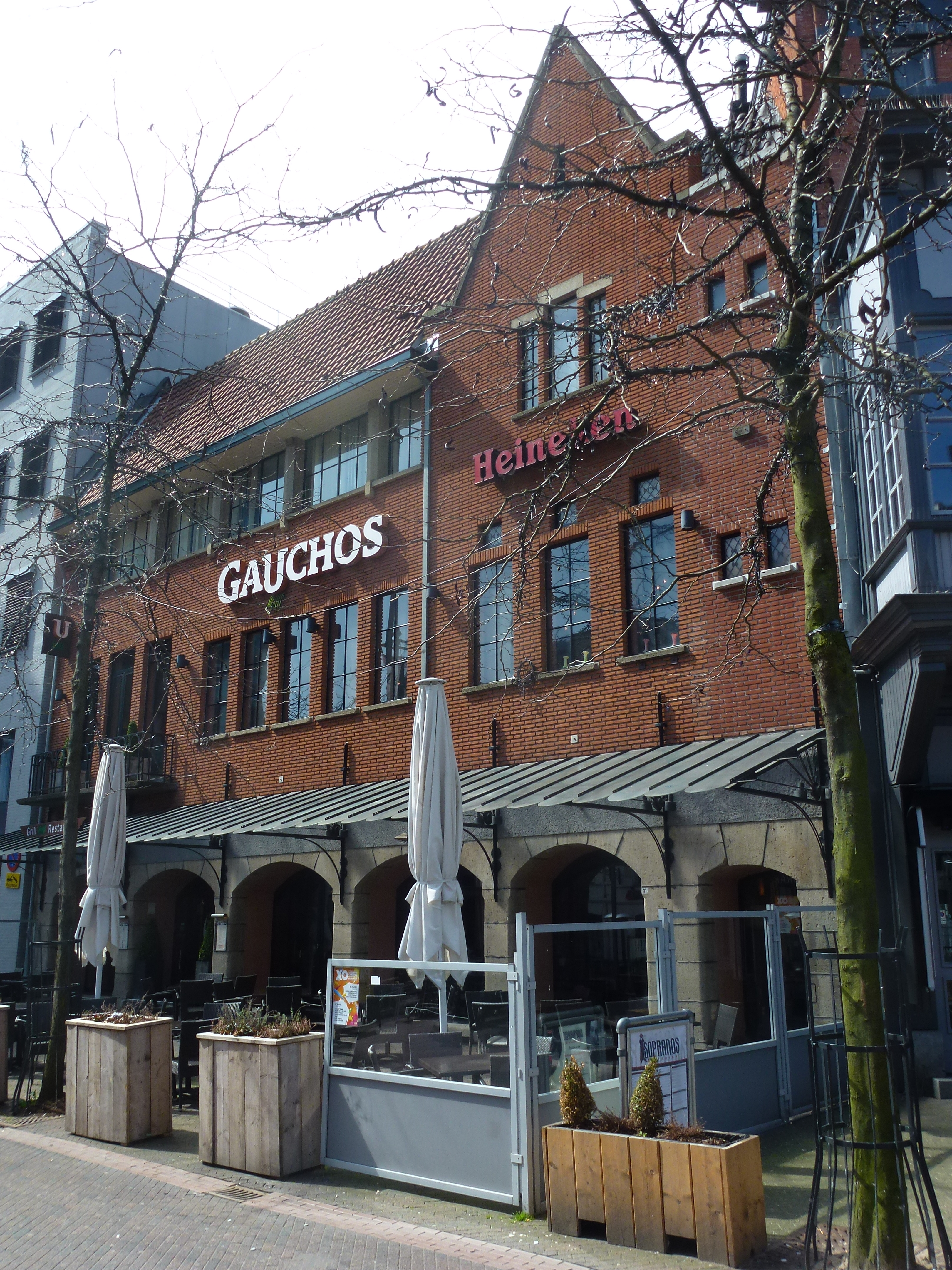
Stationsplein 7
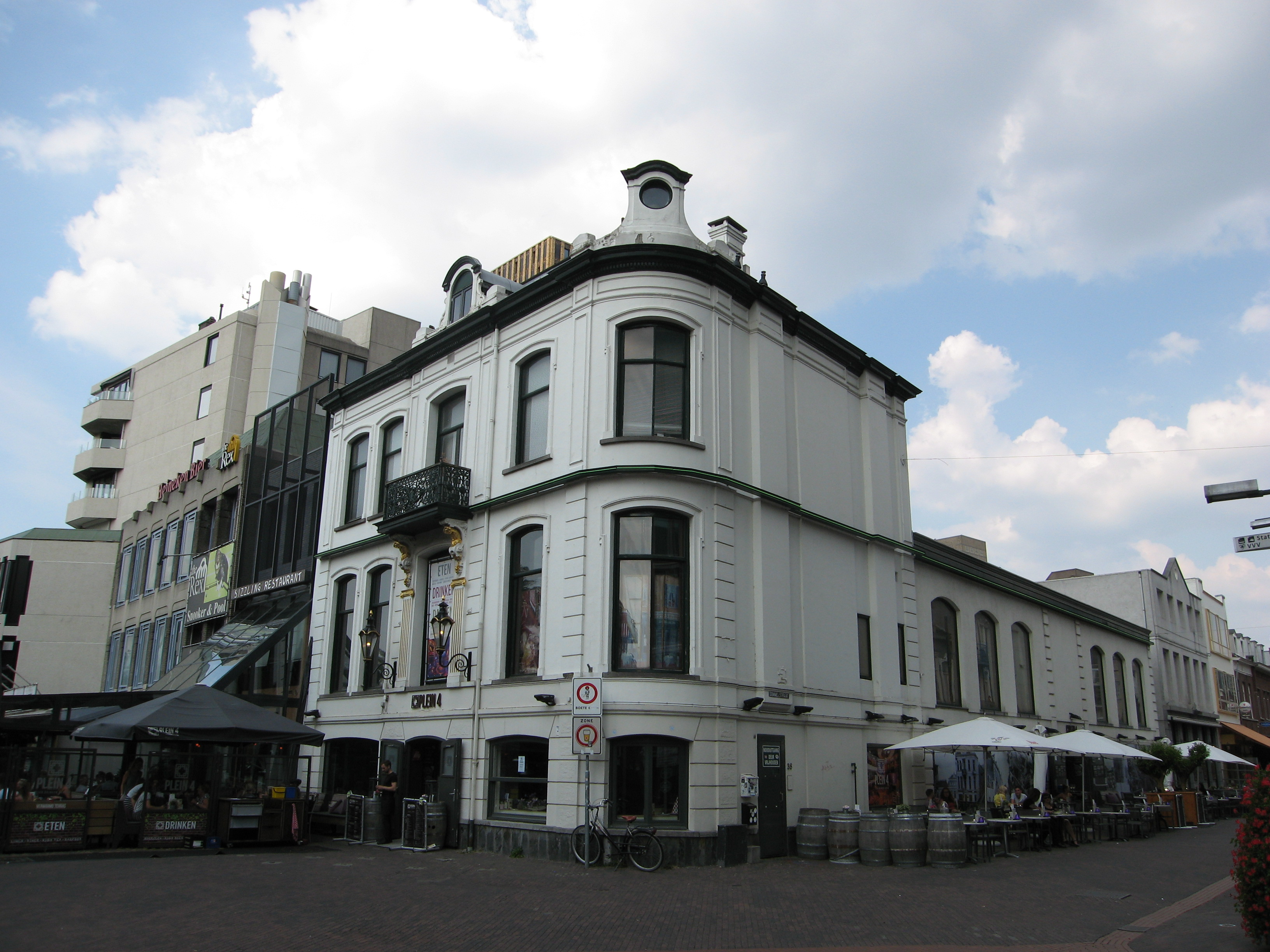
Gemeentelijk monument Stationsplein 4
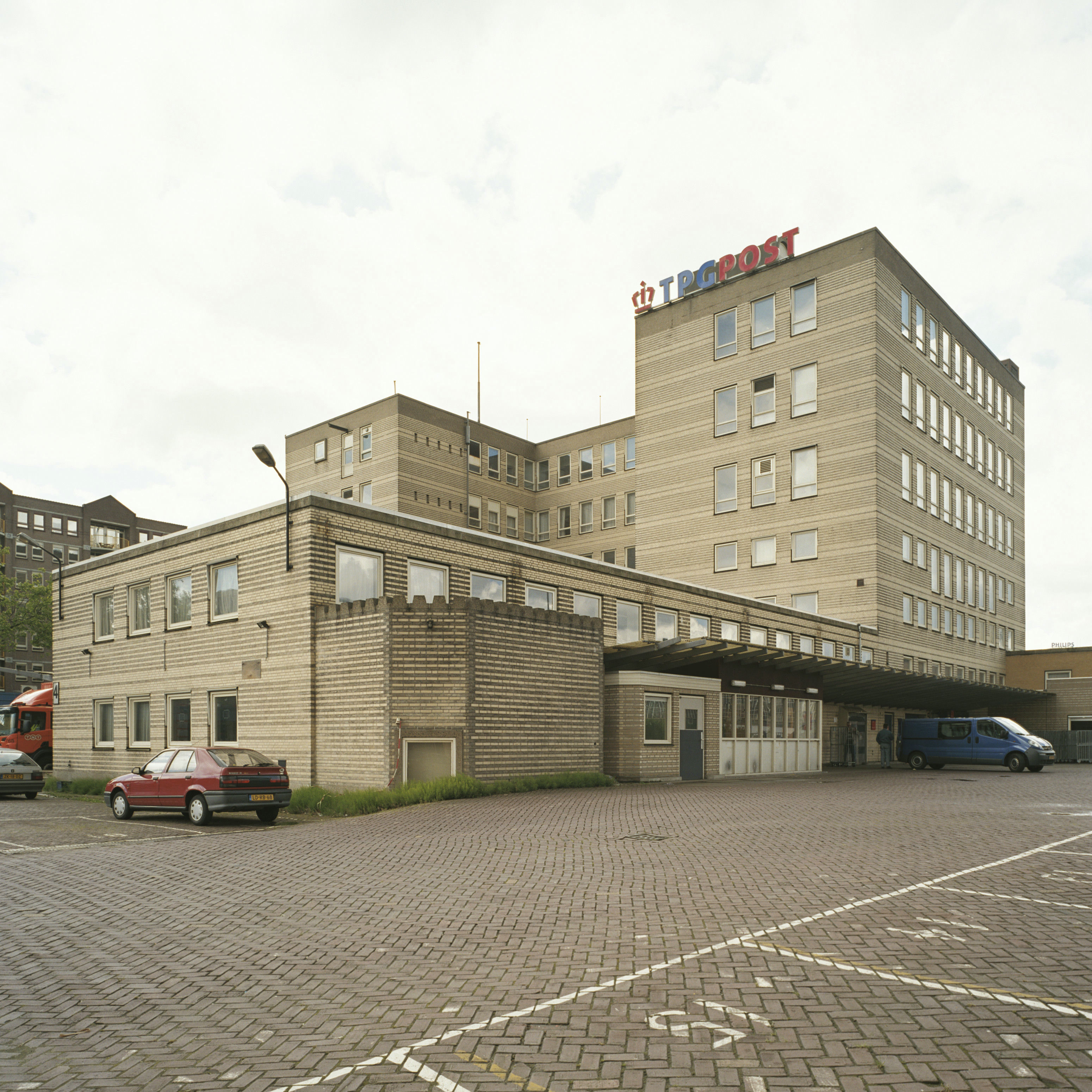
Het in 2015 gesloopte stationspostkantoor

18 Septemberplein ·
Berenkuil ·
Boschdijk ·
Demer ·
Dommelstraat ·
Emmasingel ·
John F. Kennedylaan ·
Keizersgracht ·
Markt ·
Mathildelaan ·
Oude Stadsgracht ·
Stationsplein ·
Stratumsedijk ·
Stratumseind ·
Vestdijk ·
Wal ·
Wilhelminaplein